# Kaiping
Kaiping (chiń. 开平; pinyin Kāipíng) – miasto na prawach powiatu w południowych Chinach, w prowincji Guangdong, w prefekturze miejskiej Jiangmen. W 2000 roku liczba mieszkańców miasta wynosiła 668 692.

## Historia
Tereny dzisiejszego miasta były pierwotnie zamieszkane przez ludy Yue; począwszy od okresu dynastii Qin nastąpił stopniowy napływ ludności Han. Za rządów dynastii Ming obszar Kaiping podzielony był pomiędzy powiatami Xinxing, Enping i Xinhui. Powiat Kaiping został wydzielony w 1649 roku. Prawa miejskie Kaiping otrzymało 28 marca 1993 roku.

## Kultura
Charakterystyczną cechą historycznego budownictwa Kaipingu i jego okolic są diaolou – kilkukondygnacyjne budowle mieszkalne o charakterze obronnym. W 2007 roku wpisano je na listę światowego dziedzictwa UNESCO.